# Зіґевін фон Аре
Зіґевін фон Аре (нім. Sigewin von Are; д/н — 31 травня 1089) — церковний і державний діяч Священної Римської імперії, 20-й архієпископ Кельна в 1079—1089 роках. Відомий як Зіґевін Побожний (нім. Sigewin der Fromme).

## Життєпис
Походив з шляхетського роду фон Аре, що вів походження з Аргау або Юліхгау чи Боннгау. Дата народження та молоді роки невідомі. Напевне, народився у замку Аре.
1076 року призначається деканом Старого Кельнського собору. 1079 року затверджений імператором Генріхом IV на посаді архієпископа Кельнського.
Підтримував імператора в боротьбі з Папським престолом за інвеституру. 1080 року брав участь у битві на березі Ельстеру проти антикороля Рудольфа фон Рейнфельдена, де ледве врятувався під час поразки імператорського війська. Невдовзі брав участь у соборі в Бріксені, де було зміщено папу римського Григорія VII. Новим папою обрали Климента III. Від нього отримав паллій на Кельнське архієпископство.
1083 року оголосив Божий мир в Німеччині, намагаючись залагодити протистояння імператора з його васалами. 1084 року брав участь у поході на Рим. 1085 року відновив монастирську церкву Св. Марії, яка згоріла 1084 року. Заново їх обладнав і освятив. 1087 році в Аахені королевував принца Конрада королем Німеччини. 
Помер 1089 року в Кельні. Поховано в Старому Кельнському соборі. Його родич Герман III фон Гохштаден став новим архієпископом Кельна.